# Trachlight
Le Trachlight est un dispositif médical permettant, par transillumination, une intubation trachéale à l'aveugle, sans visualisation directe de l'orifice glottique.
Il se divise en trois parties :
1. un manche, réutilisable ;
2. un guide, lumineux et jetable ;
3. un stylet rigide, malléable et rétractable.

Le guide lumineux coulisse sur le manche, la courbure du guide est donnée par le stylet métallique central. Le repérage de l'extrémité distale du guide se fait par transillumination sus sternale.